# فرانك ستيفن بالدوين
فرانك ستيفن بالدوين (بالإنجليزية: Frank Stephen Baldwin)‏ هو عالم حاسوب ومخترِع أمريكي، ولد في 10 أبريل 1838 في نيو هارتفورد في الولايات المتحدة، وتوفي في 8 أبريل 1925 في بلدة دنفيل ‏ في الولايات المتحدة.

## وصلات خارجية
- فرانك ستيفن بالدوين على موقع الموسوعة البريطانية (الإنجليزية)